# Urban Priol
Pour les articles homonymes, voir Priol.
Urban Priol (né le 14 mai 1961 à Aschaffenbourg) est un humoriste allemand.

## Biographie
Priol passe son enfance à Obernburg am Main. En 1980, il passe son abitur au Kronberg-Gymnasium Aschaffenburg. Après une formation de base chez les Panzergrenadiers, où il devait devenir infirmier, il refuse le service militaire et effectue le service civil au sein du Malteser Hilfsdienst. À l'université de Wurtzbourg, Priol commence à étudier l'anglais, le russe et l'histoire pour devenir enseignant, mais abandonne peu de temps avant l'examen. En 1988, il est cofondateur (directeur artistique) du cabaret Kleinkunstbühne Kochsmühle à Obernburg, et depuis 1998 il est propriétaire du Kabarett im Hofgarten.
Depuis mai 2009, Priol est membre du réseau Attac, critique de la mondialisation. Avec Georg Schramm, il apparaît le 25 octobre 2010 lors de la 50e manifestation contre Stuttgart 21.

## Carrière
Priol fait ses premières apparitions sur scène en 1982. Priol boit de la bière blanche sans alcool pendant la plupart de ses performances. La tête à moitié chauve de Priol, ses chemises colorées et ses cheveux tirés en arrière et vers le haut sont tout autant une marque de fabrique que le dialecte du Bas-Main bavarois. Il imite des politiciens comme  Helmut Kohl, Gerhard Schröder, Johannes Rau, Franz Josef Strauß, Edmund Stoiber, Winfried Kretschmann et Angela Merkel.
Dans sa première émission de télévision, Alles muss raus (3sat, 2004:2007), il offre une scène à trois à quatre invités du secteur de l'humour. Au programme, les événements politiques et mondains des semaines précédentes sont traités dans ce ton.
Le 3 août 2006, ZDF diffuse un extrait de 45 minutes du spectacle Täglich frisch dans le cadre de la série Sommersolo. La série dure sept semaines et comporte un programme solo d'un comédien ou d'un humoriste tous les jeudis. En plus du spectacle de Priol, Rüdiger Hoffmann, Bodo Bach, Bülent Ceylan, Eckart von Hirschhausen, Ole Lehmann et Ingo Oschmann sont présentés.
Le 3 décembre 2006, Priol est l'un des invités de Menschen 2006. Dans la revue annuelle, animée par Johannes B. Kerner, Priol présente une revue annuelle satirique.
Pendant près de sept ans, Priol présente l'émission satirique politique Neues aus der Anstalt sur ZDF de janvier 2007 à juin 2010, d'abord avec Georg Schramm, après le départ de Schramm avec Frank-Markus Barwasser alias Erwin Pelzig. Le décor du spectacle est le foyer d'une clinique psychiatrique ; Priol joue le rôle du chef de la clinique. Le 26 juin 2013, Priol et Barwasser annoncent leur sortie de la série, le dernier épisode avec l'ancienne distribution est diffusé le 1er octobre 2013. Depuis le 4 février 2014, Die Anstalt est animée par Max Uthoff et Claus von Wagner.
De septembre à décembre 2014, Priol apparaît avec Emmanuel Peterfalvi ("Alfons") dans l'éphémère programme ZDF Ein Fall fürs All.
Depuis 2002, Priol présente la revue annuelle satirique TILT! Le programme est également diffusé à la télévision, la version scénique d'environ trois heures étant raccourcie entre une et deux heures. Le programme est diffusé par Bayerischer Rundfunk jusqu'en 2010 et est diffusé par ZDF depuis 2011. Les versions scéniques sont également sorties sur DVD jusqu'en 2013.
Il apparaît à côté de Georg Schramm, Frank-Markus Barwasser et Jochen Malmsheimer, le 17 octobre 2017 dans le 30e épisode de l'émission satirique Die Anstalt.
Le 5 novembre 2017, Priol est dans l'émission Missverstehen Sie mich richtig! par Gregor Gysi et raconte sa vie.

## Œuvre
Spectacles solos
- 1995 : Köpfe im Kopf
- 1996 : Kwittung, bitte
- 1998 : Stimmt so
- 2001 : alles muss raus
- Depuis 2002 : Tilt (programme annuel)
- 2003 : Täglich frisch
- 2006 : Tür zu!
- 2010 : Wie im Film
- 2013 : Jetzt
- 2017 : gesternheutemorgen
- 2020 : Im Fluss

## Honneur
L'astéroïde (233880) Urbanpriol est nommé en son honneur.